# Венсан Же
Венсан Же (на френски: Vincent Jay) е френски биатлонист, олимпийски шампион от Олимпиадата във Ванкувър през 2010 г. в дисциплината 10 км спринт и бронзов медалист в преследването. Към 18 март 2012 г. има една победа за световната купа през сезон 2008 – 2009 във Ванкувър. 